# Jean-Petit
Pour les articles homonymes, voir Jean Petit.
Jean-Petit, ou Jean Petit, est un lieu-dit de l'île de La Réunion, département et région d'outre-mer français dans le sud-ouest de l'océan Indien. Il constitue un quartier de la commune de Saint-Joseph.

## Histoire
Le lieu-dit est nommé d'après le premier concessionnaire du lieu, Jean Petit. Les terres seront ensuite achetées par des membres de la famille Kerveguen, avant d'être cédées à la SAFER qui les revendra de façon morcelée.